# Гуаракесаба
Гуаракесаба (порт. Guaraqueçaba) — муниципалитет в Бразилии, входит в штат Парана. Составная часть мезорегиона Агломерация Куритиба. Входит в экономико-статистический микрорегион Паранагуа. Население составляет 9100 человек на 2006 год. Занимает площадь 2018,906 км². Плотность населения — 4,3 чел./км².

## История
Город основан 11 марта 1545 года.

## Статистика
- Валовой внутренний продукт на 2003 год составляет 29 144 825,00 реалов (данные: Бразильский институт географии и статистики).
- Валовой внутренний продукт на душу населения на 2003 год составляет 3429,61 реалов (данные: Бразильский институт географии и статистики).
- Индекс развития человеческого потенциала на 2000 год составляет 0,659 (данные: Программа развития ООН).

## География
Климат местности: субтропический.